# Hermann Schlagintweit
Hermann Rudolph Alfred Schlagintweit (Monaco di Baviera, 13 maggio 1826 – Monaco di Baviera, 19 gennaio 1882) è stato un esploratore tedesco.
I fratelli Hermann, Adolf e Robert Schlagintweit ebbero l'incarico dalla Compagnia britannica delle Indie orientali di studiare il campo magnetico terrestre nell'Asia centrale e meridionale. Furono i primi europei ad attraversare i monti Kunlun e ad esplorare la regione tra il Karakorum e il Kunlun.
L'abbreviazione standard H.Schlag. è utilizzata per indicare questo autore nella citazione di un nome botanico.

## Biografia
Hermann, il maggiore dei cinque fratelli Schlagintweit di Monaco, pubblicò insieme a suo fratello Adolf uno studio scientifico sulle Alpi nel 1846-1848. Essi rafforzarono la propria reputazione con l'opera Untersuchungen über die physikalische Geographie der Alpen (1850); a loro si unì presto il fratello Robert e assieme pubblicarono Neue Untersuchungen über die physikalische Geographie und Geologie der Alpen (1854).
Nel 1854, agendo su raccomandazione di Alexander von Humboldt, la Compagnia britannica delle Indie orientali commissionò a Hermann, Adolf e Robert un'esplorazione scientifica nei propri territori, nel corso della quale avrebbero studiato in particolar modo il campo geomagnetico. Per i successivi tre anni, viaggiarono attraverso l'Altopiano del Deccan, poi sull'Himalaya, il Karakorum e i monti Kunlun. Hermann e Robert furono i primi europei ad attraversare il Kunlun, e per questo a Hermann fu conferito il titolo di "Sakünlünski".
Hermann visitò il Nepal e al ritorno in Europa con il fratello Robert pubblicò Results of a Scientific Mission to India and High Asia (quattro volumi, 1860-1866). Trascorse il resto della sua vita in attività letterarie e scientifiche, sia a Monaco che al castello di Jaegersburg, vicino a Forchheim.

## Collezioni botaniche
Esemplari botanici raccolti dai fratelli Schlagintweit sono conservati in molti erbari in giro per il mondo, fra cui il Philadelphia Herbarium presso l'Accademia di Scienze Naturali e il National Herbarium of Victoria presso i Royal Botanic Gardens Victoria.
Nel 1853 il botanico August Grisebach diede il nome "Schlagintweitia" a un genere di piante da fiore europee, della famiglia delle Asteraceae, in onore di Hermann Schalingintweit e dei suoi fratelli Adolf e Robert.

## Opere
- Untersuchungen über die physikalische Geographie der Alpen, 1850.
- Neue Untersuchungen über die physikalische Geographie und Geologie der Alpen, 1854.
- Observations sur la hauteur du Mont-Rose et des points principaux de ses environs. In: Memorie della Reale Accademia delle Scienze di Torino - Serie 2, tomo 15, Torino, Stamperia reale, 1855.
- Neue daten über den todestag von Adolph v. Schlagintweit, nebst bemerkungen über mussălmán’sche zeitrechnung, München, Akademische buchdr. von F. Straub, 1869.
- Reisen in Indien und Hochasien. Eine darstellung der landschaft, der cultur und sitten der bewohner, in verbindung mit klimatischen und geologischen verhältnissen. Basirt auf die resultate der wissenschaftlichen mission von Hermann, Adolph und Robert von Schlagintweit, ausgeführt in den jahren 1854-1858, Jena, H. Costenoble, 1869-80.
- Bericht über die ethnographischen gegenstände unserer sammlungen und über die raumanweisung in der K. Burg zu Nürnberg ..., München, Buchdruckerei von F. Straub, 1878.